# Mušketové války
Mušketové války byly sérií až 3 000 bitev a nájezdů na území Nového Zélandu (včetně Chathamských ostrovů) mezi maorskými kmeny v letech 1807 až 1837. Poté, co Maorové prvně získali střelné zbraně, muškety, vypukly mezi maorskými kmeny závody ve zbrojení, se záměrem zisku území či pomsty za předešlé prohry. Výsledkem bitev byla smrt 20 000 až 40 000 lidí a zotročení desítek tisíců Maorů, a významně se pozměnily kmenové územní hranice před podepsáním smlouvy z Waitangi v roce 1840.
Nárůst používání mušket v mezikmenovém válčení vedl ke změnám v konstrukci opevnění zvaných pā, z čehož později měli Maorové užitek během novozélandských válek s kolonizátory.

Maorská vlajka

V roce 1818 Hongi Hika, náčelník maorského kmenu Ngāpuhi, který nově získal muškety, začal pořádat ničivé nájezdy ze své základny v Northlandu do Bay of Plenty, kde místní Maorové stále měli pouze tradiční zbraně ze dřeva a kamene. V následujících letech uskutečnil stejně úspěšné nájezdy na iwi (maorské národy) v Aucklandu, Temžích, Waikatu a jezeře Rotorua. Zajal a zotročil velké množství svých nepřátel, aby kultivovali a upravovali len, který se poté směňoval s Evropany za muškety. Hongi Hikaův úspěch přiměl další iwi k obstarání si střelných zbraní, aby mohli tvořit účinné a odstrašovací strategie na obranu. Konflikt vyvrcholil v letech 1832 a 1833, kdy mušketové války probíhaly již ve všech částech země, kromě vnitrozemní oblasti Severního ostrova (později známé jako Královská země) a vzdálených zátok a údolí Fiordlandu na Jižním ostrově. V roce 1835 následkem mušketových válek kmeny Ngāti Mutunga a Ngāti Tama zahájili ničivé nájezdy na pacifistické Moriory, žijící na Chathamských ostrovech.
Historik Michael King navrhl, že by pro období mušketových válek mohl být použit termín „holokaust“. Historička Angela Ballara zpochybnila platnost termínu „mušketové války“, podle ní konflikt nebyl ničím víc než pokračováním maorského tikanga (zvyku), avšak více ničivým kvůli rozšířenému používání střelných zbraní. Mušketové války jsou popisovány jako příklad „fatálního dopadu“ kontaktu domorodců s Evropany.

## Počátek a stupňování konfliktu
Maorové začali získávat evropské muškety na počátku 19. století od obchodníků se lnem a dřevem ze Sydney. Protože nikdy předtím střelné zbraně neměli, zpočátku tyto zbraně vyhledávali pouze pro lov. Jejich první známé použití v bojích mezi kmeny bylo v roce 1807 v bitvě u Moremonui mezi kmeny Ngāpuhi a Ngāti Whātua, v Northlandu poblíž dnešního Dargaville. Přestože měli muškety, válečníci z Ngāpuhi zápolili s jejich nabíjením a přebíjením, a tak byli poraženi nepřáteli vyzbrojenými pouze tradičními zbraněmi – kyji a čepelemi známými jako patu a taiaha. Nicméně brzy poté členové Ngāti Korokoro, podkmene Ngāpuhi, utrpěli těžké ztráty při nájezdu na Kai Tutae, přestože počtem své nepřátele převyšovali deset ku jedné, protože členové Kai Tutae byli vybaveni mušketami.
Pod velením Hongi Hiky začal kmen Ngāpuhi shromažďovat muškety a asi od roku 1818 počal po celém Severním ostrově pořádat úspěšné nájezdy na maorské podkmeny, od kterých utrpěl křivdy. Místo toho, aby v oblastech, kde své nepřátele porazil, zabíral území, radši zkonfiskoval poklady a zajal otroky, kterým přidělili práci pěstování a přípravy plodin – především lnu a brambor – a prasat, které vyměňoval za větší množství zbraní. Vznikl též obchod s uzenými hlavami zabitých nepřátel a otroků. Poté, co si ostatní iwi uvědomily výhody mušket při válčení, začaly mezi nimi závody ve zbrojení. V roce 1821 Hongi Hika s misionářem Thomasem Kendallem navštívil Anglii a na zpáteční cestě v Sydney vyměňoval dary, které získal v Anglii, za 300 až 500 mušket, které pak použil k ještě ničivějším nájezdům s většími armádami proti iwi z Aucklandu až do Rotorua.

## Používání mušket Maory
Poslední válka bez mušket, bitva u Hingakaky, se odehrála v roce 1807, mezi dvěma nepřátelskými maorskými aliancemi, poblíž dnešního Te Awamutu, s odhadovaným počtem 16 000 válečníků. V některých bitvách se však tradiční zbraně používaly až do roku 1815. Příchod mušket ale pomalu ukončil tradiční způsob maorského válčení (boj jednotlivců ručními zbraněmi) a naopak zvýšil důležitost schopnosti koordinovaného skupinového manévru. Bitvy, ve kterých se bojovalo jeden na jednoho, jako například byla bitva u Okoki v roce 1821, se staly vzácnými.
Zpočátku se muškety používaly jako zbraně, které nepřítele šokovaly, a umožnily tak použití tradičních a železných zbraní s větším účinkem. Ve 30. letech 19. století se spolu však již utkávaly stejně dobře vyzbrojené kmeny, s různou mírou úspěchu. Maorové se naučili, jak muškety fungují, od evropských osadníků, kteří žili v Bay of Islands a oblasti Hokianga. Někteří z těchto mužů byli zkušení námořníci a s používáním mušket měli zkušenosti z bitev na moři. Maorové si své muškety přizpůsobovali. Někteří například zvětšovali zátravky, což zvýšilo rychlost střelby za cenu snížení úsťové rychlosti.

### Kvalita mušket

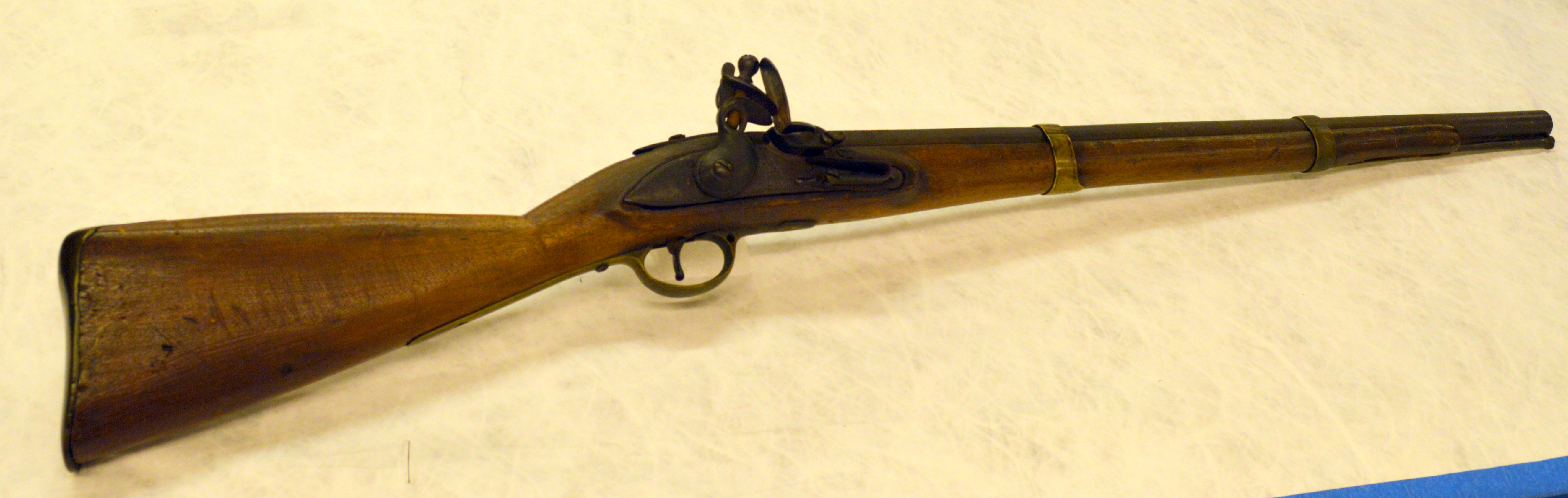
Krátká mušketa z 19. století

Prodávané muškety byly často méně kvalitní, obchodní muškety s krátkou hlavní, levně vyrobené z podřadné oceli v Birminghamu, a byly málo přesné. Maorové často upřednostňovali dvouhlavňové brokovnice nabité náboji z mušket, protože před přebitím mohli vystřelit dvakrát. V některých bitvách muškety nabíjely ženy, zatímco muži pokračovali v boji.
Pro Maory bylo získávat muškety velmi obtížné, protože misionáři s nimi odmítali obchodovat, či jim prodávat střelný prach a broky. Ngāpuhiové vystavovali misionáře intenzivnímu tlaku, aby jim opravovali muškety, dokonce jim občas vyhrožovali násilím. Většina mušket byla původně získána v Austrálii. Zprostředkovávání výměny mušket z obchodních lodí za len, dřevo a vyuzené lidské hlavy, zajišťovali evropští osadníci, jako třeba Jacky Marmon.

## Konflikty a důsledky
Násilí přineslo zkázu mnoha kmenům, přičemž některé byly vyhlazeny poté, co jejich členové byli zavražděni nebo zotročeni. Také se zcela změnily kmenové hranice, protože byly dobyty a evakuovány velké části území. Tyto změny značně zkomplikovaly pozdější jednání s evropskými osadníky, kteří chtěli získat území.
Mezi lety 1821 až 1823 Hongi Hika napadl kmen Ngāti Pāoa v Aucklandu, Ngāti Maru v Temžích, kmeny Waikato v Matakitaki a kmen Te Arawa u jezera Rotorua, přičemž všechny jednoznačně porazil. V roce 1825 velkolepě zvítězil nad kmenem Ngāti Whātua u Kaiparu severně od Aucklandu a přeživší nahnal na území Waikato, aby se pomstil za porážku svého kmenu z roku 1807. Náčelníci Ngāpuhi, Pōmare a Te Wera Hauraki, také útočili na východní pobřeží, Hawke's Bay a Bay of Plenty. Zapojení Ngāpuhi do mušketových válek začalo klesat na počátku 30. let 19. století.
Kmeny Waikato vyhnaly náčelníka Ngāti Toa, Te Rauparaha, z Kāwhia v roce 1821, porazily Ngāti Kahungunu u Napier v roce 1824 a napadly Taranaki v roce 1826, což přinutilo řadu kmenů k migraci na jih. Waikato zahájil další velkou invazi do Taranaki v letech 1831–32.
Te Rauparaha se mezitím přesunul nejprve do Taranaki a poté na pobřeží Kapiti a ostrov Kapiti, které náčelník Ngāti Toa, Te Pēhi Kupe, zkonfiskoval od lidí Muaupoko. Asi v roce 1827 Te Rauparaha začal provozovat nájezdy na sever Jižního ostrova. V roce 1830 jeho území zahrnovalo i města Kaikouru a Akarou, a velkou část zbytku Jižního ostrova.
Poslední bitvy na Jižním ostrově se odehrály v Southlandu, v letech 1836–37, mezi vojskem vůdce Ngāi Tahu Tūhawaiki a náčelníkem Ngāti Tama, Te Puoho, který šel cestou z Golden Bay po západním pobřeží a přes jižní Alpy.

### Chathamské ostrovy
V roce 1835 válečníci Ngāti Mutunga, Ngāti Tama a Ngāti Toa unesli loď, na které dopluli na Chathamské ostrovy, kde povraždili 10% tamějších moriorských obyvatel a ostatní zotročili, později začali válčit mezi sebou

## Historiografie
Historik James Belich jako přesnější označení konfliktu navrhl „bramborové války“, a to kvůli převratu, který brambory v maorské ekonomice způsobily. Historička Angela Ballara tvrdí, že nová jídla změnila některé aspekty bitev. Brambory byly na Nový Zéland přivezeny v roce 1769 a díky lepší výživové hodnotě oproti sladkým bramborám a snadnějšímu pěstování a skladování se staly klíčovým základem jídel. Na rozdíl od sladkých brambor, které musely splňovat rituální požadavky, mohly být brambory obdělávány otroky a ženami, což uvolnilo muže na boj v bitvách.
Belich to považuje za logistickou revoluci, kdy brambory umožnily pořádání dálkových taua (válečných výprav), kvůli čemuž se mušketové války lišily od všech dřívějších válek. Otroci zajatí při nájezdech byli nasazeni na obhospodařování bramborových polí, čímž se uvolnily lidské zdroje k vytvoření ještě většího taua . Během 20. let 19. století už nájezdy trvaly déle než dříve. Běžně byli válečníci pryč až rok, protože bylo snazší vypěstovat několik sklizní brambor.

## V populární kultuře
Část konfliktu, který následoval po zavedení mušket, zobrazuje hudební video „Kai Tangata“ od novozélandské thrash metalové skupiny Alien Weaponry.
V roce 2022 byl natočen film The Convert, který se odehrává uprostřed konfliktu.